# 브라이언 싱어
브라이언 제이 싱어(영어: Bryan Jay Singer, 1965년 9월 17일 ~ )는 미국의 영화 감독, 프로듀서, 작가이다.

## 사건사고
한국에서 1천만 관객 돌파를 눈앞에 둔 영화 보헤미안 랩소디의 감독이 과거 소년 4명과 성관계를 했다는 추문에 휩싸였다.

## 작품 목록

### 연출
- 라이언스 덴 (1988)
- 퍼블릭 억세스 (1993)
- 유주얼 서스펙트 (1995)
- 죽음보다 무서운 비밀 (1998)
- 엑스맨 (2000)
- 엑스맨 2 (2003)
- 수퍼맨 리턴즈 (2006)
- 작전명 발키리 (2008)
- 잭 더 자이언트 킬러 (2013)
- 엑스맨: 데이즈 오브 퓨처 패스트 (2014)
- 엑스맨: 아포칼립스 (2016)
- 보헤미안 랩소디 (2018)

### 출연
- 2002년: 네메시스 (Nemesis) - 우주함대 장교 역
- 2004 ~ 2012년: 하우스 (House M.D.) - 제작
- 2005년: 트라이앵글 (The Triangle) - 기획/각본